# Mosfellsbær

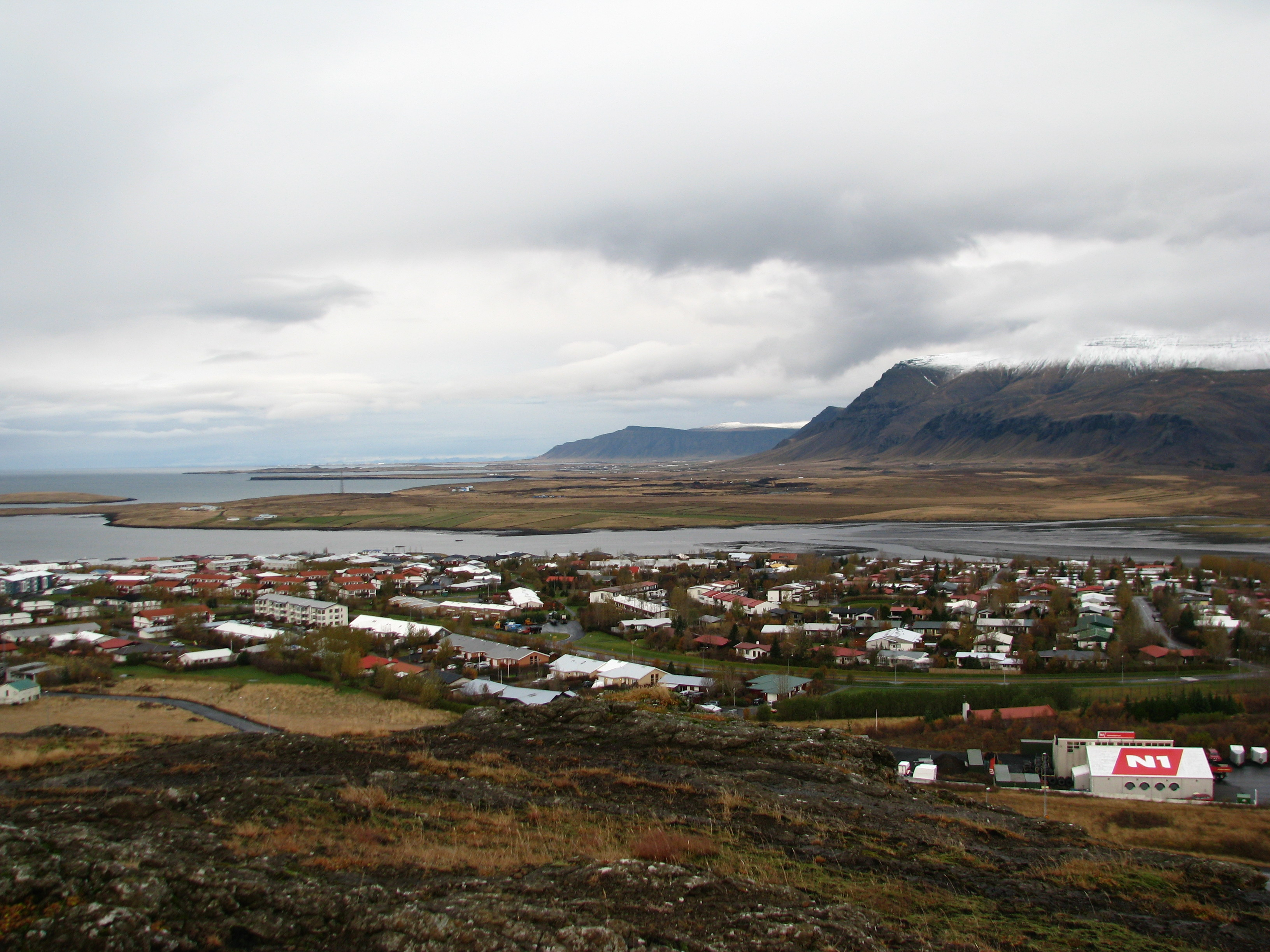
Blik op Mosfellsbær. Rechts op de achtergrond de berg Esja.

Mosfellsbær is een gemeente in het westen van IJsland op 17 kilometer ten noorden van de hoofdstad Reykjavik. De hringvegur loopt door Mosfellsbær evenals weg 36, de Þingvallavegur naar het Þingvellir nationaal park. De gemeente Mosfellsbær telde 11.364 inwoners in 2019. Ze wordt tot de voorsteden van Reykjavík gerekend. Er stromen drie riviertjes door Mosfellsbær, en in elk van deze riviertjes liggen een of meer watervallen. In de Varmá ligt de Álafoss, in de Leirvogsá de Tröllafoss, en in de Kaldakvísl liggen de Helgufoss en de Tungufoss.

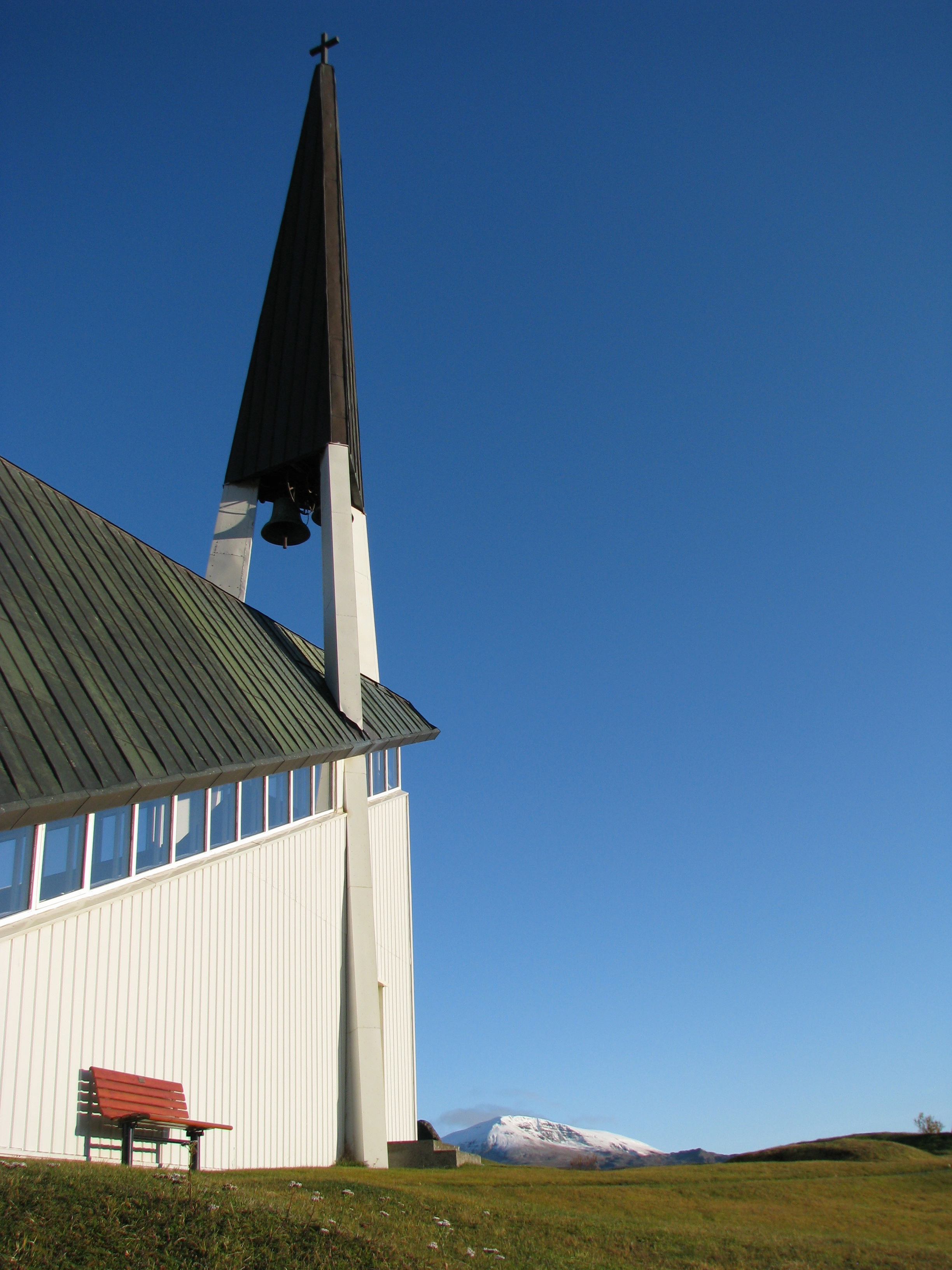
Kerk van Mosfell.

Mosfellsbær is vernoemd naar het nabijgelegen Mosfell. In vroeger tijden was dat de uiteindelijke woonplaats van Egill Skallagrímsson. Er wordt beweerd dat hij zijn kostbaarheden in een kist gestopt heeft die hij daar in de buurt begraven heeft. Om deze plaats geheim te houden heeft hij zijn slaven, die hem bij het verstoppen geholpen hebben, vermoord. De schat is tot op heden nooit gevonden. Bij Mosfell staat nu een fraai kerkje. 
De populaire rockband Kaleo is opgericht in Mosfellsbær. Hun nummer "Way Down We Go" werd een wereldwijde hit.

## Geboren
- Gréta Salóme Stefánsdóttir (1986), zangeres
- Ólafur Arnalds (1986), multi-instrumentalist, componist en muziekproducent
- Lára Pedersen (1994), voetbalster